# Gråberget, Göteborg
Gråberget är en numera bebyggd bergsrygg i stadsdelen Majorna (1:a roten) i Göteborg. Det ligger i den västligaste och sydligaste delen av Majorna, vid gränsen mot Kungsladugård, och når 75 meters höjd över havet.

## Geografi och historik
Berget omges av Godhemsgatan i öster, Såggatan i nordost, Kabyssgatan och Chapmansgatan i norr, Gröna Gatan i nordväst och Slottsskogsgatan i sydväst. Gråberget utgör den sydvästra och södra gränsen mot stadsdelen Kungsladugård och är 75 meter högt. Namnet kommer av timmermannen Anders Gråberg († 1850), som skall ha bott vid berget. I bergets sydöstra del, mot Godhemsgatan och Ekedalsgatan, växer ädellövskog. Flerbostadshus från efterkrigstiden finns högst upp på berget i form av 7-9 vånings punkthus. Vid branterna är trevåningshus uppförda.
I Majorna vid Stigbergstorget, vid Gråberget samt längs Koopmans-, Slottsskogs- och Pölgatorna fanns i mitten av 1800-talet en ganska omfattande bostadsbebyggelse i en till två våningar. Gråbergsgatan i Majornas I:a rote, sträckte sig mellan Kustgatan och Slottsskogsgatan. Gatan kallades tidigare för Båtmansstigen. Namnet utgick på grund av ändring i stadsplanen, någon gång mellan 1972 och 1986. Vid gatans anläggning 1879, anges dess sträckning till Från Slottsskogsgatan uppåt Höglunds äng till Timmermansgatan.
Ärlegatan sprängdes och drogs fram 1948 uppe på berget som en tillfart för de hus som kom att uppföras. Namnet av närheten till fastigheten Ärlan. Här fanns också Krokstigen, som letade sig fram på bergskanten ovanför Slottsskogsgatan. Via stigen kom man till fyra stora tvåvånings boningshus. Husen revs i slutet av 1930-talet.
I huset vid Gråbergsgatan 19/Kustgatan 26 utspelade sig det Wetterlindska dramat i februari 1887. Huset brann ner på påskafton 1964.
Gråbergsskolan låg vid Blåsutgatan och uppfördes 1876.

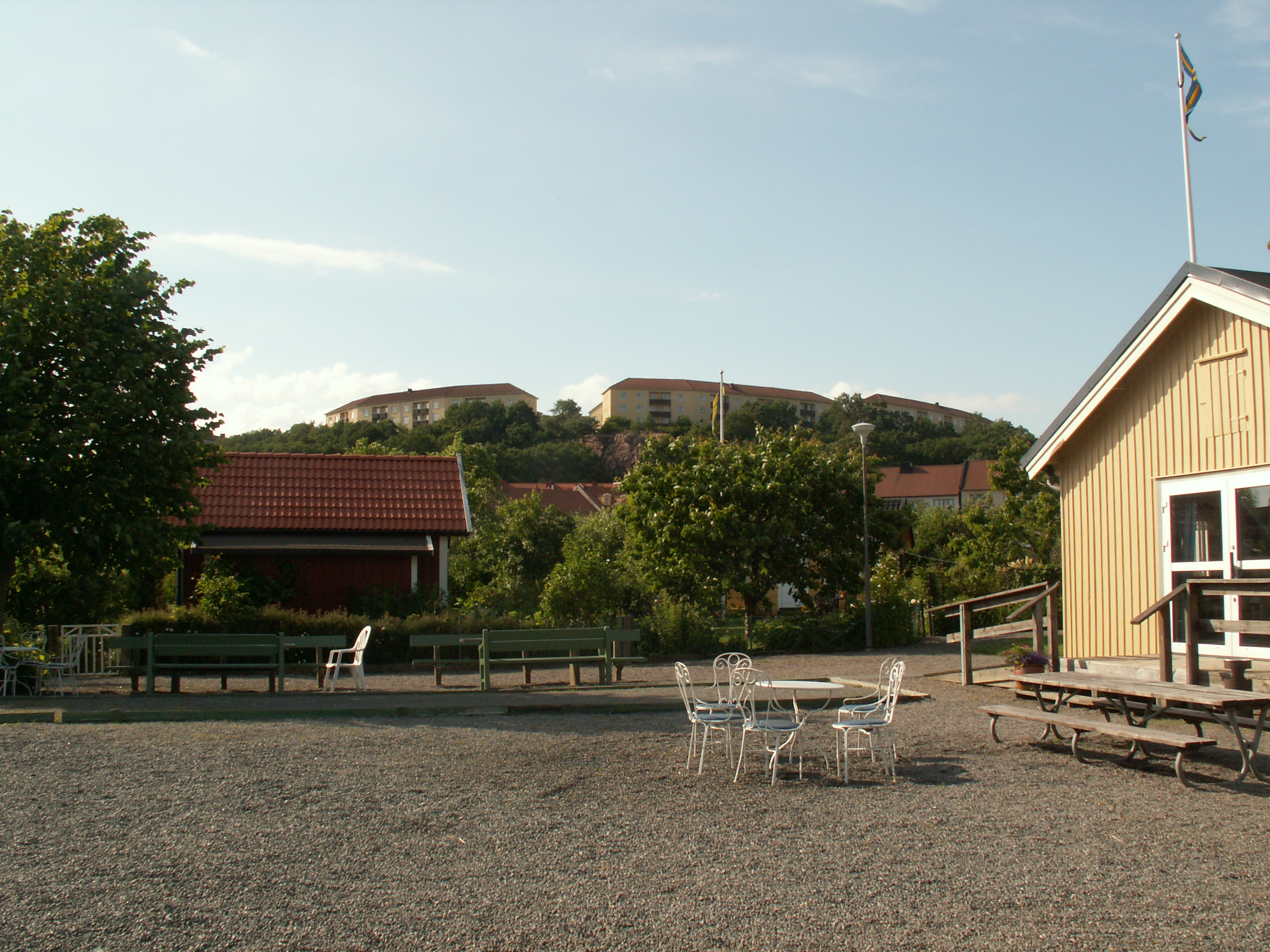
Gråbergets sydända, sett nerifrån Slottsskogskolonin.

Uppe på Gråberget fanns Ekedalens nödbostäder (även kallade Kabelbyn eller Negerbyn), med 11 paviljonger och 62 bostäder som stod klara på våren 1919. Matjord fördes dit så att gräsmattor och träd kunde planteras. Vatten och avlopp existerade inte från början, men el anslöts senare. Nödbostäderna röjdes successivt av 1950 inför planerad nybyggelse. Samtidigt insåg man att det saknades samlingslokaler i staden, varför flera av paviljongerna flyttades och blev exempelvis Majgården vid Timmermansgatans lekplats. HSB samt privata företagare byggde cirka 1 000 lägenheter på Gråberget, vilket dessförinnan stått nästan obebyggt. Det bebyggda området kallades för Silverheden.

## Långemossens fyr
På Gråberget uppfördes 1880 en fyr av trä på stenfot, cirka 14 meter hög. Den revs cirka 1910, och ungefär 50 meter väster om restes istället samma år en 36 meter hög järnkonstruktion från Bohus Mekaniska Verkstad, som togs ner 1966. Då fyren i "Slottet" på det närliggande Carnegieska bruket stod klar, sammankopplades de båda fyrarna till en enslinje för anländande sjöfarare som gick in i Göteborgs hamn. "Carnegieska Bruket övre" blev det officiella namnet i Svensk fyrlista,
i folkmun kallad "Långemossens fyr" eller "Gråbergsfyren".